# La Habra Heights
La Habra Heights város az USA Kalifornia államában, Los Angeles megyében. Lakosainak száma 5682 fő (2020. április 1.).

## Népesség
A település népességének változása:
| Lakosok száma | 4786 | 5325 | 5682 |
|               | 1980 | 2010 | 2020 |